# Frank Ashton-Gwatkin
Frank Trelawny Arthur Ashton-Gwatkin, mest känd under sin pseudonym John Paris, född 1889, död 1976, var en brittisk diplomat och författare.
John Paris väckte uppmärksamhet genom flera romaner med kärvt realistiska skildringar från Japan, som djärvt stack av mot de gängse romantika skildringarna av landet. Bland hans verk märks Kimono (1921, svensk översättning 1923), Sayonara (1924, svensk översättning samma år), Banzai (1925, svensk översättning 1926), The island beyond Japan (1929, svensk översättning samma år), samt Matsu (1932, svensk översättning samma år).